# تاریخ یهودیان در لوکزامبورگ
تا ژانویه ۲۰۱۶ پیرامون ۱۲۰۰هزار یهودی یعنی معادل ۰٫۲۳ درصد از کل جمعیت لوکزامبورگ به عنوان اقلیت مذهبی در لوکزامبورگ زندگی می‌کنند. همچنین یهودیت پس از کاتولیسیزم، پروتستانتیسم، کلیسای ارتدکس شرقی و اسلام، پنجمین مذهب بزرگ لوکزامبورگ می‌باشد. این از سوی دولت هم به عنوان یکی از ادیان قانونی مورد پشتیبانی است. یهودیان یکی از بزرگ‌ترین اقلیت‌های مذهبی و قومی تاریخ لوکزامبورگند.
نخستین گزارش از حضور یهودیان در لوکزامبورگ به سال ۱۲۷۶ میلادی بازمی‌گردد. در جریان بروز مشکلات و کاستی‌های آن دوران از جمله گسترش طاعون در سالهای ۱۳۴۸ و ۱۳۴۹ میلادی در جریان مرگ سیاه و مسمومیت چاه‌های آب، مردم آن دوران، یهودیان را مقصر وضعیت نابسامان دانسته بودند. به همین علت یهودیان از جمله در لوکزامبورگ مورد آماج حمله قرار گرفتند، بسیاری از آنها فرار کرده و تعدادی از آنها نیز به قتل رسیدند. کارل چهارم که از عدم تقصیر یهودیان در گسترش طاعون و مسمومیت چاه‌های آب متقاعد بود، در ۲۴ ژوئیه ۱۳۴۹ میلادی فرمان داد تا آزار و قتل یهودیان به‌طور اعم پایان یابد تا آنها یا محاکمه و محکوم شوند ویا بی گناهی آنها ثابت شود. یهودیان بارها از لوکزامبورگ اخراج شدند و تنها در اواخر قرن هجدهم میلادی بود که توانستند به آن سرزمین بروند و این اجازه پس از پیروزی‌های ناپلئون بناپارت رخ‌داد. بیش از پانصد سال پس از اولین مهاجرت یهودیان به لوکزامبورگ، اولین کنیسه یهودیان در لوکزامبورگ لوکزامبورگ در ۱۸۲۳ برپا شد. با توجه به کنیسه اولیه، طرح ساخت کنیسه جدید و بزرگتری در سال ۱۸۷۶ ریخته شد که سنگ بنای ساخت آن در اواخر همان قرن یعنی در سال ۱۸۹۳ گذاشته شد که یک سال بعد در ۲۸ سپتامبر ۱۸۹۴ افتتاح شد.